# 巴比肯屋村

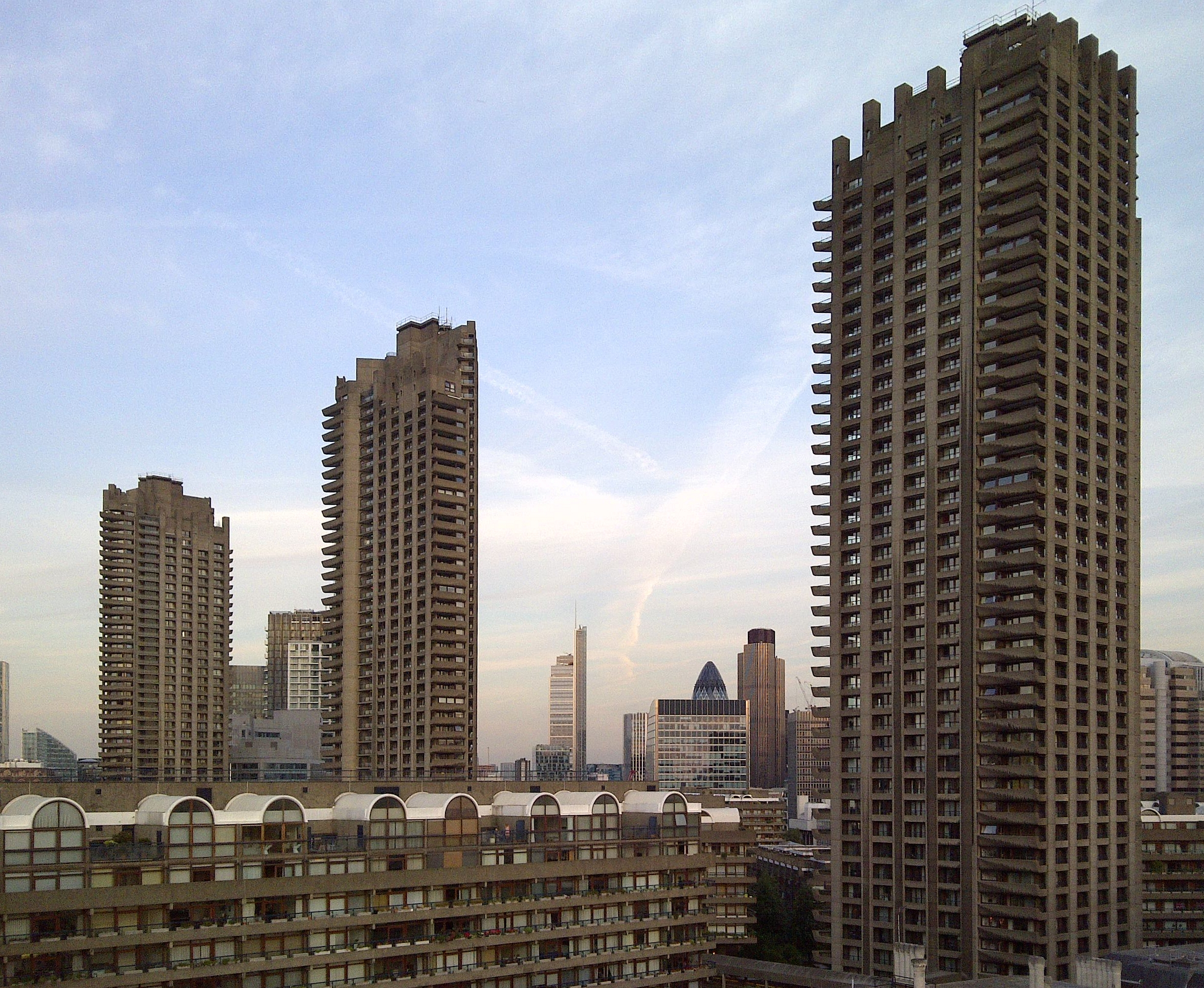
屋村的高层居住用房部分

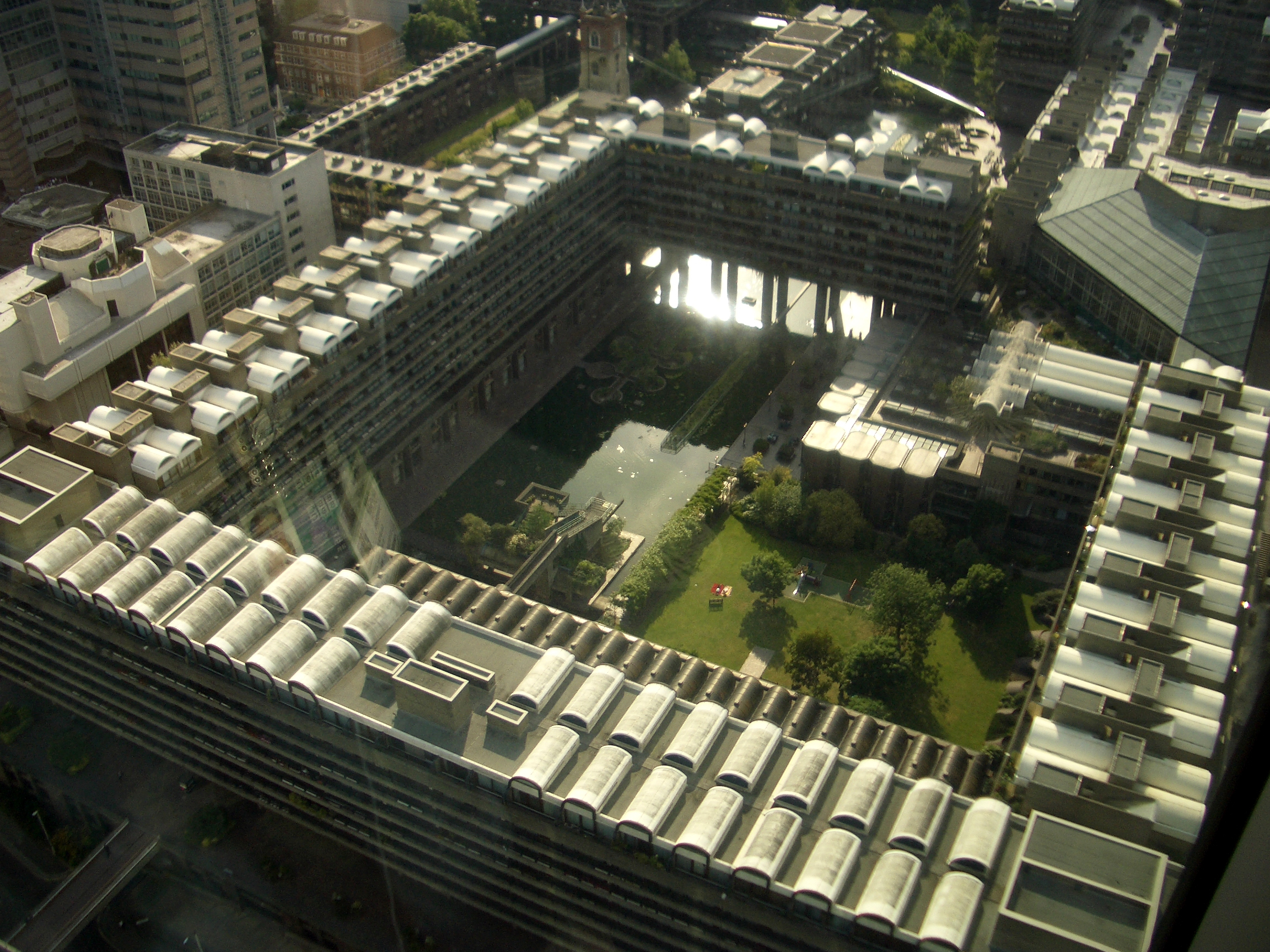
俯瞰屋村的多层居住用房部分，右上角的金字塔型建筑周围是巴比肯艺术中心

巴比肯屋村（英語：Barbican Estate）是位于英国伦敦市中心倫敦城北部的一组大型建筑群，是英国粗野主義（Brutalism）建筑的代表作之一。整个建筑群基本建于一个数层高的基座上（基座内是停车库和其它基础设施），基座中间则建有水池，基座的各部分由桥梁连接。

## 歷史
巴比肯屋村坐落的位置原来是伦敦城的古城门之一，叫作克里波门（Cripplegate，直译“瘸子门”）。从罗马时代起，这座城门就建有用于屯兵的大型瓮城。在第二次世界大戰伦敦城，特别是克里波门区，遭到猛烈轟炸，以致于在战争结束时这里原有的建筑物几乎无一幸免。按照1951年的人口统计，克里波门区的人口只有48人。1952年起伦敦市法团开始审议重建克里波门区，并在1957年决定在此建造居住用房。新的建筑群被命名为“瓮城屋村”，也就是巴比肯屋村，整个建筑群占地14万平方米，由著名現代建築公司張伯倫、鮑威爾與本恩公司以粗野主義（Brutalism）風格設計。规划中，整个建筑群除了高层和多层居住用房外，还包括学校、博物馆、青年会设施、消防站、诊所、音乐学院、图书馆、美术馆和大型表演艺术场所──后三项构成巴比肯藝術中心。屋村在1965年动工，1976年建成，但是相连的藝術中心则要到1982年才全部竣工，并在1982年3月3日由女王伊丽莎白二世剪彩揭幕。
2001年9月，英國文化部長蒂莎·布勒斯頓宣布將巴比肯建築群定為登錄建築「二級文物」（Grade II listed building），列入的理由是整个建筑群的规模、整体性和设计的气魄。除了巴比肯屋村，其设计师还设计了附近的金巷屋村。而巴比肯建築群的項目建築師約翰·安拿其後參與设计了位于聖潘克拉斯的新大英圖書館──这里的屋顶采用了一个紅磚金字形神塔的形式。

## 外部連結
维基共享资源上的相關多媒體資源：巴比肯屋村